# 三叶野木瓜
三叶野木瓜（学名：Stauntonia brunoniana）是木通科野木瓜属的植物。分布于越南、印度、缅甸以及中国大陆的云南等地，生长于海拔900米至1,500米的地区，一般生长在山地林中，目前尚未由人工引种栽培。